# Strada Teiul Doamnei
Teiul Doamnei este o stradă situată în sectorul 2 al municipiului București, care face legătura între șoseaua Colentina și Bulevardul Lacul Tei. Are câte o bandă de circulație pe sens și câte o bandă pentru parcarea autovehiculelor pe fiecare parte. Parcările publice pe această stradă sunt gratuite. Pe întreaga lungime a străzii circulă autobuzele STB de pe liniile 182, 282.

## Istoric
În anul 1937, Societatea Comunală pentru Locuințe Ieftine începe parcelarea unui nou teren în zona Tei. În campania anului 1937 au fost realizate casele dintre Calea Lacul Tei și strada A iar mai târziu în campania de construire din 1939 au fost realizate casele dintre strada Ghica Tei și strada Sf. Treime. În 1940 parcelarea se extinde spre Est, cartierul de case urmând a se întinde până la strada Teiul Doamnei așa cum rezultă din planurile de parcelare din 1941, însă costurile războiului și-au spus cuvântul, planurile fiind abandonate după august 1944. Acesta este și motivul pentru care nu s-au mai construit locuințele plănuite până la strada Teiul Doamnei, iar noile autorități după 1945 au decis să folosească diferit spațiul. Arhitectul caselor, Dan Ionescu, a realizat zece tipuri de locuințe, toate cu etaj, asemănătoare cu cele pe care le va proiecta în parcelarea Poligonul de Trageri după 1940, dar și dotările specifice unui cartier, precum școală, grădiniță. Aceste lucrări care vor fi continuate în anii comunismului prin proiectarea unui spital, amenajarea parcului Tei, dar și construirea Facultății de Construcții.

## Comerț

### Bricolaj
- Sterom Trading, str. Teiul Doamnei nr. 14[4]

### Supermarketuri
- Best Market, str. Teiul Doamnei nr. 14[5]
- Mega Image Shop&Go, str. Teiul Doamnei nr. 15[6]

## Servicii

### Agenții de asigurări
- Asirom, str. Teiul Doamnei nr. 12[7]

### Agenții imobiliare
- Nelbo Imobiliare, str. Teiul Doamnei nr. 9[8]

### Ateliere de reparații auto
- Master Tuner, str. Teiul Doamnei nr. 92[9]

### Bănci
- BRD, str. Teiul Doamnei nr. 10[10]
- Raiffeisen Bank, str. Teiul Doamnei nr. 15[11]

### Case de amanet și schimb valutar
- Tezaur, str. Teiul Doamnei nr. 12[12]
- NCS Exchange, str. Teiul Doamnei nr. 15[13]

### Saloane de coafură
- Salon Aneliesse, str. Teiul Doamnei nr. 1[14]
- Abbate Salon, str. Teiul Doamnei nr. 16[15]
- Pupăza din Tei, str. Teiul Doamnei nr. 94[16]

### Săli de sport
- Stay Fit Gym, str. Teiul Doamnei nr. 35A[17]

### Unități de cazare
- Hostel Welcome, str. Teiul Doamnei nr. 98[18]

## Alimentație Publică

### Restaurante
- Restaurant Joy House, str. Teiul Doamnei nr. 9A[19]
- Restaurant Sabatini, str. Teiul Doamnei nr. 15[20]
- Old Brick Pub, str. Teiul Doamnei nr. 35A[21]
- Terasa Veche, str. Teiul Doamnei nr. 94[22]

## Sănătate

### Farmacii
- Farmacia HelpNet, str. Teiul Doamnei nr. 10[23]
- Farmacia Dona, str. Teiul Doamnei nr. 12[24]
- Farmacia Santefarm, str. Teiul Doamnei nr. 14[25]

### Policlinici
- Policlinica Puls, str. Teiul Doamnei nr. 2[26]

## Servicii Publice

### Transport în comun
- Stația Teiul Doamnei (lângă intersecția cu șos. Colentina, doar pe sensul de mers către Bd. Lacul Tei); linii autobuz: 182
- Stația Grigore Ionescu (langă intersecția cu str. Grigore Ionescu, pe ambele sensuri de mers); linii autobuz: 182
- Stația Ghica Tei (lângă intersecția cu Bd. Ghica Tei, pe ambele sensuri de mers); linii autobuz: 182

### Poliție
- Secția 7 Poliție, str. Teiul Doamnei nr. 3[27]

### Grădinițe
- Grădinița nr. 131, str. Teiul Doamnei nr. 99[28]

### Poștă
- Poșta Română - Oficiul Poștal nr. 38, str. Teiul Doamnei nr. 19[29]

## Legături externe
- Strada Teiul Doamnei la Google maps - street view